# Монталбано Йонико
Монталба̀но Йо̀нико (на италиански: Montalbano Jonico, на местен диалект Mundalbàne, Мундалбане) е градче и община в Южна Италия, провинция Матера, регион Базиликата. Разположено е на 292 m надморска височина. Населението на общината е 7405 души (към 2012 г.).